# Quintette pour piano et cordes de Castillon
Pour les articles homonymes, voir Quintette pour piano et cordes.
Le Quintette pour piano et cordes en mi bémol majeur op. 1 est une œuvre de musique de chambre pour deux violons, alto, violoncelle et piano d'Alexis de Castillon composée en 1863-1864.

## Présentation
Le Quintette pour piano et cordes en mi bémol majeur est le premier opus d'Alexis de Castillon. Écrit pour piano, deux violons, alto et violoncelle, il est composé en 1863 et début 1864 et exécuté partiellement le 5 avril 1864 à Pau par la dédicataire de l'œuvre, la marquise d'Angosse, égérie du compositeur,.
La partition est publiée en 1865 par Flaxland et créée le 10 mars 1870 à Paris, salle Érard, à la Société Schumann, par Léon Delahaye (piano), José White et Louis Van Waefelghem (violons), Raoul Madier de Montjau (alto) et Jules Lasserre (violoncelle),.
Pour le musicologue Joël-Marie Fauquet, « ambitieux par ses proportions, [le Quintette de Castillon] est un jalon marquant entre le Quintette op. 14 de Camille Saint-Saëns (1855) et celui de César Franck (1880) ».

## Structure
L'œuvre se compose de trois mouvements :
1. Allegro ben moderato (en mi bémol majeur, à 
)
2. Scherzo – Allegro molto (en la bémol majeur, à 
)
3. Adagio et Final, Molto maestoso (en la bémol mineur, à 
)

## Réception
L'œuvre est jouée en février 1920 à la salle Gaveau par le Quatuor tchèque, composé de Karel Hoffmann, Josef Suk, Jiří Herold (cs) et Hanuš Wihan. La partie de piano était tenue par Blanche Selva.